# Acomayo (plaats)
Acomayo is een distrito in het zuiden van Peru en hoofdplaats van de gelijknamige provincia in de regio Cuzco.